# 여유도
여유도(Redundancy, 용장도)는 원래 여유, 과잉, 여분을 뜻하는 말로 기계공학에서는 고장난 장치를 대신할 수 있는 대리 기능을 말하거나 어떤 한계치를 벗어날 가능성에 대비하기 위하여 용량이나 성능을 보통 필요로 하는 것보다 더 감당할 수 있게끔 설계하는 것을 말한다.
경제학에서는 어떤 실제 필요한 자원분을 초과하는 여유분을 말하는데 예를 들어 어떤 회사가 구조조정을 하고자 할 때 인력의 여유분이라고 말한다면 해고하거나 다른 일의 자원으로 써도 좋은 잉여 인적자원을 뜻하기도 한다.
정보이론 분야에서는 어떤 메시지 안에 담긴 실제의 정보의 양에서 송신된 메시지의 양을 뺀 것을 의미한다. 일반적으로 커뮤니케이션 과정 중 잡신호와 한정된 채널 용량으로 인해 발생할 수 있는 에러의 제거를 위해 체크섬 등이 안전성과 신뢰성을 확보하기 위해 필요한 여유도를 확보하기 위해 사용된다. 이 개념을 응용하면 정보 압축의 원리를 만들 수 있는데 이것은 필요하지 않은 여유도의 데이터를 제거함으로써 압축의 효과를 가지는 것이다.

## 같이 보기
- 데이터 압축
- 채널 용량